# Френелова зона
Френелова зона (изговара се фре′нел), по имену физичара Огистен-Жан Френела, једна је од низа конфокалних елипсоидалних региона простора између и око предајника и пријемника. Величина Френелове зоне на одређеној удаљености омогућава процену да ли ће објекти или неправилности дуж пута изазвати конструктивну или деструктивну интерференцију.
Основни талас путује приближно праволинијски од предајника до пријемника. Одбијени радио, звучни или светлосни таласи могу пратити друге путање и стићи са фазним закашњењем које доводи до интерференције у различитој фази.

## Значење
При сваком преносу таласа део зрачења се шири ван линије вида и може бити одбијен од објеката, стижући ван фазе у односу на директни талас. n-та Френелова зона дефинише се као скуп тачака у којима је разлика пута од предајника преко те тачке до пријемника и директног пута једнака n·λ/2, где је λ таласна дужина.

## Просторна структура
Френелове зоне чине концентрични елипсоиди око праве линије између предајника и пријемника. Прва зона обухвата област у којој одбијени талас има фазни померај мањи од 90°, чиме може допринети појачању сигнала. Друга зона (90°–270°) обично доводи до слабљења, а трећа (270°–450°) поново може појачати сигнал.

## Израчунавање зоне

### Формула
Нека су D раздаљина између предајника и пријемника, а d₁, d₂ удаљености од предајника и пријемника до тачке P. За n-ту зону важи:
{\displaystyle {\sqrt {d_{1}^{2}+r_{n}^{2}}}+{\sqrt {d_{2}^{2}+r_{n}^{2}}}-(d_{1}+d_{2})=n{\frac {\lambda }{2}}}
При x≪1 приближењу добија се:
{\displaystyle r_{n}\approx {\sqrt {n{\frac {d_{1}\,d_{2}}{D}}\,\lambda }}}

### Максимална радијална јаснина
За n=1 и d₁=d₂=D/2 важи:
{\displaystyle F_{1}={\frac {1}{2}}{\sqrt {\lambda \,D}}=8{,}656{\sqrt {\frac {D\;[\mathrm {km} ]}{f\;[\mathrm {GHz} ]}}}\;[\mathrm {m} ]}